# Fraser Park
Fraser Park (ur. 16 kwietnia 1975) – piłkarz z Turks i Caicos grający na pozycji obrońcy, reprezentant na arenie międzynarodowej.

## Kariera reprezentacyjna
Podczas eliminacji do Mistrzostw Świata 2002 Park wystąpił w dwóch spotkaniach, w których grał w podstawowym składzie; w pierwszym, reprezentacja Turks i Caicos na wyjeździe podejmowała reprezentację Saint Kitts i Nevis. Mecz przebiegał jednak pod dyktando reprezentantów Saint Kitts i Nevis, którzy gościom strzelili aż osiem bramek (goście nie strzelili żadnego). W meczu rewanżowym, reprezentanci Saint Kitts i Nevis pokonali swoich rywali 6–0, a Parka w 55. minucie zmienił Ronald Gardiner. Jak się później okazało, była to jedyna większa impreza, w której Park miał okazję reprezentować barwy narodowe.